# Pollakiurie

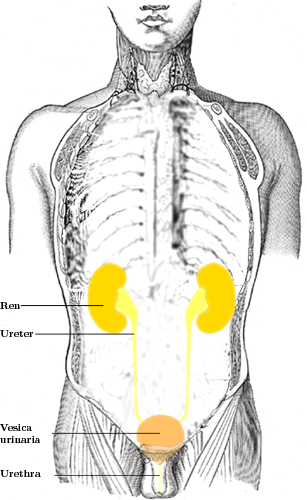
Position des organes des voies urinaires (Reins, Uretères, Vessie, Urètre)

On appelle pollakiurie une fréquence excessive des mictions. Le mot est dérivé du grec ancien πολλάκις ("souvent") et de -urie ("urine"). Il s'agit d'un symptôme clinique, et non d'une pathologie. Toutefois, le volume d'urine produite en 24 heures n'est pas plus élevé pour autant, le patient a juste plus souvent envie d'aller uriner qu'à l'accoutumée, parfois en ayant la vessie vide.

## Causes
Elles peuvent soit résulter d'une hyperactivité du détrusor (le muscle de la vessie), soit d'un obstacle à l'écoulement des urines.
- Infections urinaires :
  - cystites (inflammation de la vessie),
  - pyélonéphrites (infection urinaire touchant le parenchyme d'un des reins et le bassinet sous-jacent),
  - urétrites (inflammation de l'urètre) ;
- Troubles neurologiques entraînant des anomalies de la commande motrice, surtout dans les sections de la moelle épinière, où l'on aboutit à un fonctionnement de « vessie automatique » ;
- En post-opératoire ou après traumatisme pelvien : spasme réflexe ou caillot sanguin faisant obstacle à la vidange vésicale pouvant évoluer vers un globe vésical ;
- Diabète de type 1 ou de type 2 ;
- Pathologies prostatiques chez l'homme :
  - hypertrophie bénigne de la prostate,
  - tumeur de prostate, ou prostatite, qui relève de deux mécanismes puisqu'il s'agit d'une infection de la glande prostatique : une augmentation de son volume gênant, ipso facto, la miction ;
- Chez la femme : peut survenir en début de grossesse (3e semaine) ; associée à l'aménorrhée, elle constitue un signe évocateur[2]. Elles peuvent également résulter d'une irritabilité vésicale, à la suite d'une compression par un myome utérin ou un kyste ovarien ;
- Sclérose en plaques[3].

## Traitement
Le traitement dépend de la cause.

## CodeCIM
Code CIM-10 : R35 (nocturne) (sans incontinence), F45.3 (psychogène)